# Diane Lamein
Diane Lamein (Amsterdam, 18 oktober 1979) is een voormalige  Nederlandse handbalster.
Lamein werd in 2012 benoemd tot Lid van Verdienste van het NHV.

## Onderscheidingen
- Lid van Verdienste van het NHV: 2012[3]